# Take Care
Take Care es el segundo álbum de estudio del rapero canadiense Drake, estrenado el 15 de noviembre de 2011 bajo los sellos discográficos Young Money Entertainment, Cash Money Records, Republic Records y Aspire Music Group. La producción se llevó a cabo durante el año 2010 a 2011 y fue manejado por Noah "40" Shebib, Boi-1da, T-Minus, a Blaze, The Weeknd y Jamie xx, entre otros. Tiene un sonido atmosférico e incorpora estilos como R&B, pop y electrónica. Las letras tratan sobre romances fracasados, relaciones con los amigos y la familia, su creciente fama y riqueza, problemas sobre llevar una vida vacía, y abatimiento.
El álbum también amplía la estética sónica de bajo tempo, sensual y oscura de Thank Me Later. Incorpora varios elementos que han llegado a definir el sonido de Drake, incluidas influencias minimalistas de R&B, temas existenciales y voces cantadas y rapeadas alternativamente. Presenta una mezcla de fanfarronería y letras emotivas, explorando temas de fama, romance y riqueza.
A pesar de filtrarse en línea nueve días antes de su lanzamiento programado, Take Care debutó en el número uno en Billboard 200, vendiendo 631 000 copias en su primera semana. El álbum fue certificado seis veces de platino por la Recording Industry Association of America (RIAA). Cuatro de los sencillos del álbum alcanzaron su punto máximo entre los 20 primeros en el Billboard Hot 100: «Headlines», «Make Me Proud», «The Motto» y «Take Care». El álbum recibió críticas generalmente positivas de los críticos, con elogios por su producción expansiva y temas emocionales. Fue nombrado uno de los mejores álbumes de 2011 y, posteriormente, uno de los mejores álbumes de la década de 2010 por varias publicaciones. Drake ganó su primer premio Grammy, ganando el premio al «Mejor Álbum de Rap» en los Premios Grammy de 2013. En 2020, el álbum ocupó el puesto número 95 en la lista actualizada de Rolling Stone de los 500 mejores álbumes de todos los tiempos.

## Antecedentes y grabación

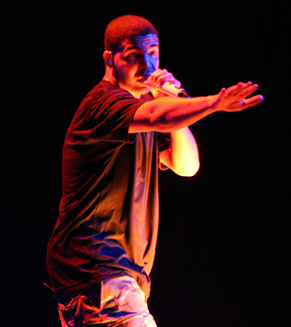
Drake amplió sus actuaciones en conciertos entre álbumes.

En 2010, Drake lanzó su álbum debut Thank Me Later, continuando su asociación creativa con el productor discográfico e ingeniero de audio Noah "40" Shebib, quien había presentado por primera vez su sonido distintivo en el exitoso mixtape de Drake So Far Gone (2009). Thank Me Later se convirtió en un éxito comercial y fue bien recibido por los críticos musicales y también Antes de Take Care, Drake también amplió su repertorio como intérprete en vivo. Para el álbum, tenía la intención de que Shebib se encargara de la mayor parte de la producción y grabara un sonido más cohesivo que en Thank Me Later, que presentaba tareas de producción dispares por parte de Shebib y otros productores. En noviembre de 2010, Drake reveló que el título de su próximo álbum de estudio sería Take Care. En comparación con su álbum debut, Drake reveló a Y.C Radio 1 que Thank Me Later era un álbum apresurado y afirmó: «No pude tomarme el tiempo que quería en ese disco. Apresuré muchas de las canciones y musicalmente». No pude sentarme con el disco y decir: 'Debería cambiar este verso'. «Una vez que se hizo, se hizo. Es por eso que mi nuevo álbum se llama "Take Care" porque puedo tomarme mi tiempo en esta ronda». Drake mencionó después del OVO Fest 2011, que Take Care podría tener hasta 18 canciones y agregó que Stevie Wonder contribuyó a la dirección creativa del álbum. Drake también reveló que el álbum fue grabado principalmente en Toronto. Debatiendo si enviar su corte final o no, la fecha de lanzamiento preferida de Drake lo motivó a crear una «edición de cumpleaños», muy parecida a una edición de lujo que se publicó en iTunes Store en el año 2011.
Se reveló que varios productores estaban trabajando con Drake en Take Care además de Noah "40" Shebib (quien es el productor principal del álbum), incluidos T-Minus, the xx, Jamie Smith y Boi-1da (quien es colaborador de Drake desde hace mucho tiempo). Inicialmente había reclutado a 9th Wonder para el álbum. Incluso apareció en el documental de 9th titulado «The Wonder Year» y expresó su deseo de hacer un éxito número uno con él, sin embargo, en una entrevista aproximadamente un mes antes de la fecha de lanzamiento programada, 9th dijo que no estaría en el álbum. Drake también había estado planeando tener a Q-Tip, DJ Premier, y The Neptunes como productores del álbum, pero esos proyectos también fracasaron. Varios artistas confirmados como colaboradores de Drake en Take Care incluyen a Stevie Wonder, Kendrick Lamar, Chantal Kreviazuk, André 3000, Rick Ross, Lil Wayne, Nicki Minaj y Rihanna. Inicialmente se acercó a Phonte (miembro del grupo Little Brother) quien es una gran influencia en su carrera. La pista se hizo para Take Care, pero no se incluyó en el álbum debido a un problema que tuvo con el productor. Drake admite en una entrevista que «dejó caer la pelota» en el proyecto y es optimista sobre una futura colaboración con Phonte. También quería colaborar con Justin Timberlake y dijo: «La canción iba a ser genial», fue producida por Noah "40" Shebib. «Era sólido, un aspecto pequeño. Pero él está tan inmerso en la actuación, y no lo culpo, lo está haciendo muy bien». Dijo: «Realmente quiero trabajar con él. Simplemente no puedo. Pero trabajaremos tan pronto como esté de vuelta en el estudio».

## Composición
Take Care amplía la estética sónica de bajo tempo, sensual y oscura de Thank Me Later. Principalmente un álbum de hip hop, tiene una producción lánguida y grandiosa que incorpora R&B, pop, electrónica, y estilos post-dubstep. La música se caracteriza por un sonido atmosférico, tempos lentos, acordes sutiles, pistas de sintetizador melódicas, ritmos graves, y arreglos ambientales escasos. Noah "40" Shebib contribuyó a la mayor parte de la producción del álbum con ritmos turbios, capas oscuras de sintetizador, teclados atmosféricos, sonidos cambiantes de guitarra, piano suave, percusión apagada, florituras dramáticas, y filtro paso bajo. Aunque se le acredita como productor de solo ocho de las 17 canciones del álbum, Shebib también se desempeñó como ingeniero de audio e ingeniero de mezclas en el álbum. Su producción para el álbum es característica de la escena hip hop de Toronto, que experimentó un gran avance con el trabajo de Shebib con Drake, los productores Boi-1da y T-Minus, y el cantautor The Weeknd, quienes contribuyeron con Take Care. Evan Rytlewski de The A.V. Club comenta que el álbum está «diseñado principalmente en torno a la producción oblicua del Toronto natal de Drake: todos los sintetizadores ondulantes, pulsos distantes y un espacio vacío con un propósito».

### Música
Los escritores musicales notaron la influencia del R&B «a altas horas de la noche» y de la década de 1990 en la música del álbum. La escritora de NPR, Frannie Kelley, señala «reelaboraciones minimalistas del alma en clave menor de TLC y [...] ritmos de trance que aterrizan en algún lugar entre el paranoico Sly Stone y el fumador Maxwell». Ryan Dombal de Pitchfork Media comenta que la música «respira con fuerza en algún lugar entre el funk profundo de UGK, el R&B tranquilo de los 90 y el minimalismo inspirado en James Blake», e interpreta su estilo sutil como «una reprimenda directa» a la prevalencia de la danza europea, influencias en la música convencional. El escritor de Los Angeles Times, Todd Martens, considera que el estado de ánimo y el estilo del álbum se inspiran en el álbum 808s & Heartbreak de Kanye West de 2008.
Las pistas de otros productores son más animadas y cambian del estado de ánimo melancólico de la producción de Shebib.  Las canciones del álbum son sónicamente expansivas y van acompañadas de divertidos interludios. La voz de Drake en el álbum presenta cantos emocionales, voces de alto, una cadencia gutural, un flujo melódico,  y un mayor énfasis en el canto que en su álbum anterior, Thank Me Later.

### Letras
El tema del álbum amplía el tema de la ambivalencia y los sentimientos en conflicto hacia la fama de Thank Me Later. Las letras de Drake en Take Care abordan los romances fallidos, las conexiones perdidas, la relación con amigos y familiares, el mantenimiento del equilibrio con el aumento de la riqueza y la fama, las preocupaciones sobre llevar una vida hueca, el paso de la adultez temprana y el desaliento. Las canciones más lentas del álbum generalmente exploran temas de soledad, angustia y desconfianza. El tema de las mujeres prevalece en el álbum, con canciones que se dirigen a amantes pasados y potenciales («Marvins Room», «The Real Her») y canciones sobre reverenciar («Make Me Proud») y prodigarlas («We'll Be Fine»"). Juan Edgardo Rodríguez de No Ripcord denota a las mujeres como «la fuerza principal en sus canciones: es consciente de lo que se necesita para amarlas, pero simplemente decide dejar de lado las pautas porque está en una estratosfera completamente diferente de cualquier mujer promedio».
Los críticos interpretan el contenido expositivo del álbum en relación con la sociedad contemporánea. Glenn Gamboa, de Newsday's, opina que «las dudas emocionales de Drake y su comprensión del éxito [...]», junto con el estado de ánimo melancólico del álbum, «capturan el espíritu actual de incertidumbre y disminución de las expectativas». La periodista musical Ann Powers cita el «predicamento de Drake -la incapacidad de situarse en las relaciones de poder cotidianas-» como «uno de los que han afligido a los antihéroes existenciales a lo largo de la modernidad» y señala que su punto de vista es el de un «chico birracial de clase media alta [...] desde una posición de privilegio que pocos raperos ocuparían», y considera que su tema es culturalmente significativo, al afirmar que «su melancolía es la del saciado excesivo [...] Pero el implacable enfoque de Drake en el punto en que el dinero vacía la felicidad no es meramente autobiográfico. Es emblemático de nuestro momento de mercados colapsados y calles ocupadas, y habla a una generación que empieza a preguntarse si el estilo de vida americano, respaldado por las tarjetas de crédito, les llevará a algo más que a la bancarrota». Ryan Dombal, de Pitchfork Media, compara su «ombliguismo impenitente y su obsesión por el amor perdido» con el álbum Here, My Dear, de Marvin Gaye's, de 1978, y añade que la «inclinación de Drake por el exceso de poesía» le convierte en "un avatar adecuado" para la era de la información.
Las canciones de Drake se caracterizan por una introspección melancólica, una contemplación existencial, y un mínimo de jactancia, con letras que transmiten franqueza, vulnerabilidad, melancolía y narcisismo. Andy Gill, de The Independent, escribe que «evita la ira o la amenaza en favor de un cansancio ensombrecido por un pesar melancólico». El periodista musical Greg Kot comenta que Drake «no se deja llevar por las poses machistas que han dominado la corriente principal del hip-hop durante décadas, y difumina la línea que separa el canto de las rimas», y añade que «hace que sus rimas suenen como una conversación, como si hablara con el oyente de tú a tú». Tim Sendra, de AllMusic, señala que su «tono introspectivo [...] sólo se ve interrumpido en contadas ocasiones por temas agresivos, fanfarronadas y/o insinuaciones. El personaje de Drake en las canciones muestra rasgos de sinceridad, duda, arrepentimiento, agresividad pasiva, y ensimismamiento». Kazeem Famuyide, de The Source, explica su conflictivo personaje como «lo suficientemente arrogante para saber cuál es su lugar como uno de los artistas más exitosos del hip-hop, y lo suficientemente cómodo para darse cuenta de sus propios defectos en su vida personal». Jon Dolan, de Rolling Stone, escribe que Drake «reúne muchos estados de ánimo —arrogancia, tristeza, ternura y autocompasión— en una sola emoción». Kevin Ritchie, de NOW, señala «una abrumadora sensación de alienación y tristeza» en Take Care, y lo califica como un «álbum idiosincrásico, agresivamente autoconsciente y ocasionalmente sentimental».

## Promoción
El primer tema que Drake lanzó fue «Dreams Money Can Buy» el 20 de mayo de 2011 a través de su blog «October's Very Own». Drake mencionó que esta canción era «Una historia de sueños, mezclada con la realidad», y que no era su primer sencillo del álbum, sino que se incluiría en Take Care. El 9 de junio de 2011, una segunda pista titulada «Marvins Room» fue lanzada a través de su blog. Drake declaró inicialmente que la canción no se incluiría en Take Care, pero debido al inesperado éxito de la canción, impulsando fue lanzado como un sencillo digital, el 22 de julio de 2011 y estaría en Take Care. «Trust Issues» se publicó poco después en su blog, pero se confirmó que no estaría en el álbum a través del Twitter de Drake. Explicó que la canción era una idea que tenía de «I'm on One» y la hizo «solo por diversión». Sin embargo, en una entrevista, Drake declaró que «Trust Issues», junto con «Dreams Money Can Buy», se incluirían en la edición de cumpleaños del álbum.
El 10 de septiembre de 2011, Drake lanzó una nueva canción titulada «Club Paradise» en su blog «October's Very Own». «Dejando esto para nuestro chico Avery... esta fue su mier*a favorita durante el proceso de grabación. 2 canciones más vienen esta noche también. ovoxo», escribió en su blog. El 11 de septiembre de 2011, Drake lanzó otra canción titulada «Free Spirit» con Rick Ross y escribió en su blog que esa noche también lanzaría  otro tema. Más tarde esa noche lanzó un remix titulado «Round of Applause» en colaboración con Waka Flocka Flame. El 23 de septiembre de 2011, Drake publicó la portada oficial del álbum Take Care. El 20 de octubre de 2011, se filtró en Internet una versión inacabada de «The Real Her» en la que solo participaba Lil Wayne. El 8 de octubre de 2011, Drake anunció en su blog OVO que Take Care se retrasaría hasta el 15 de noviembre debido a tres autorizaciones de muestras («Take Care», «Cameras», & «Practice»). Originalmente iba a salir a la venta el día de su 25 cumpleaños, el 24 de octubre de 2011.

### Gira musical

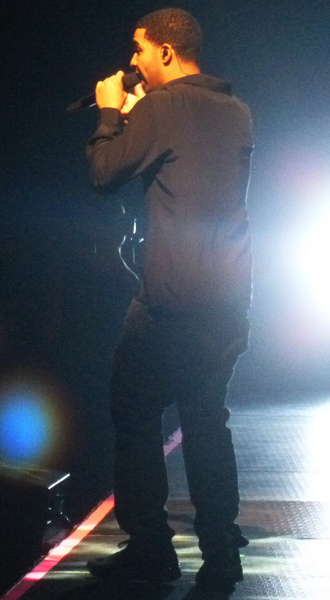
Drake durante su gira «Club Paradise Tour» en 2012.

El Club Paradise Tour fue revelado para comenzar en noviembre en Twitter. Sin embargo, se reveló que la gira se retrasó hasta después de las vacaciones de Navidad/Año Nuevo. Una versión chopped and screwed del álbum remezclada por OG Ron C y DJ Candlestick de los Chopstars titulada Chop Care fue lanzada el 29 de noviembre de 2011, y recibió más de 1 millón de descargas en las primeras 48 horas. Apareció en una variedad de blogs de medios de comunicación, revistas y periódicos. Fue incluido en las listas de fin de año de varias publicaciones, entre ellas The New York Times, que le dedicó grandes elogios.

## Sencillos
Según Billboard, a partir de 2022, Take Care es uno de los 15 álbumes del siglo XXI con mejor rendimiento sin que ninguno de sus sencillos haya sido número uno en el Billboard Hot 100. El sencillo principal del álbum, «Marvins Room», impactó en la radio urbana el 28 de junio de 2011; alcanzando el puesto número 21 en el Billboard Hot 100 en Estados Unidos. Le siguió el segundo sencillo, «Headlines», que fue lanzado a través de su blog el 31 de julio de 2011. La producción de ambas canciones estuvo bajo la producción de Boi-1da y Noah "40" Shebib; se lanzó a la radio y a iTunes el 9 de agosto de 2011.
«Make Me Proud» con Nicki Minaj, fue lanzado a través del blog de Drake el 13 de octubre de 2011, como el tercer sencillo del álbum. La canción fue producida por T-Minus y Kromatik. Se publicó en iTunes el 16 de octubre de 2011. La canción alcanzó el puesto número 9 en el Billboard Hot 100.
El cuarto sencillo del álbum, «The Motto» con Lil Wayne, impactó en las radios rítmicas y urbanas el 29 de noviembre de 2011. Se volvió a lanzar a la radio rítmica el 10 de enero de 2012. Llegó oficialmente a las radios Top 40/Mainstream el 10 de abril de 2012. El sencillo debutó en el puesto número 18 de la lista Billboard Hot 100 de Estados Unidos, con unas ventas en la primera semana de 124 000 copias. Desde entonces ha vendido más de 3 millones de copias en Estados Unidos, convirtiéndose en el sencillo más exitoso del álbum hasta el momento y su tercer sencillo en general en alcanzar el hito.
«Take Care», con la participación de Rihanna, se lanzó como el quinto sencillo del álbum. Llegó a la radio rítmica contemporánea de EE. UU. el 17 de enero de 2012. Antes de su lanzamiento como sencillo, la canción entró en la listas del Reino Unido el 20 de noviembre de 2011, en el puesto número 12. También debutó en el número nueve en el Billboard Hot 100 de Estados Unidos. «Take Care» se convirtió en una de las canciones más taquilleras de Drake como solista en el Reino Unido y en Estados Unidos, con unas ventas en la primera semana de 162 000 ejemplares en EE. UU. En su decimoséptima semana en el Hot 100, la canción alcanzó un nuevo pico en el puesto número siete. En julio de 2012, el sencillo había vendido más de dos millones de copias digitales.
«HYFR (Hell Ya Fucking Right)» fue lanzado como el sexto sencillo del álbum. Lil Wayne también aparece en este tema. El rodaje del vídeo musical de la canción tuvo lugar el 21 de marzo de 2012. El vídeo se estrenó el 6 de abril de 2012. Impactó oficialmente en la radio rítmica y urbana el 24 de abril de 2012.
«Crew Love» fue lanzado como el séptimo sencillo del álbum. La canción alcanzó el puesto número 37 en la lista de sencillos en el Reino Unido y el puesto número 80 en el Billboard Hot 100 de Estados Unidos y en el Hot 100 de Canadá.

## Recepción crítica
Take Care recibió críticas generalmente positivas de los críticos. En Metacritic, que asigna una puntuación normalizada sobre 100 a las reseñas de las principales publicaciones, el álbum recibió una puntuación media de 78, basada en 34 reseñas. John McDonnell, de NME, lo calificó de «obra maestra conmovedora» y elogió su «sonido delicado y melifluo y sus letras descaradamente cándidas y emotivas».  Ryan Dombal, de Pitchfork, consideró que las "habilidades técnicas" de Drake habían mejorado y declaró: «Al igual que sus preocupaciones temáticas se han enriquecido, también lo ha hecho la música que las respalda». Andy Hutchins, de The Village Voice, lo definió como «un conjunto cuidadosamente elaborado de sentimientos contradictorios de un rapero conflictivo que explora sus propias neurosis de forma tan convincente como cualquiera que no se llame Kanye West». El escritor de Chicago Tribune, Greg Kot, elogió la profundidad de los "psicodramas morales" de Drake y afirmó que «lo mejor de todo es que Drake está dando forma a un personaje pop con poder de permanencia».
Nitsuh Abebe, de New York, escribió que el álbum «está lleno de tonos magníficos... Y las letras que los rodean pueden ser ricas en significado». Evan Rytlewski, de The A.V. Club, lo consideró «bastante deprimente, pero [también] precioso, una obra maestra de auriculares envolvente que es tierna e íntima como pocas cosas en el rap y el R&B contemporáneos». Ann Powers, de NPR, opinó que «el arte de esta música me permite entrar en esa experiencia. Puedo dar ese salto e identificarme con Drake, o al menos sentirme intrigado por los múltiples personajes de los pequeños dramas que diseña». Jon Caramanica, de The New York Times, lo calificó como «un álbum de pop negro excéntrico que toma» el hip hop y el R&B «como puntos de partida, se pregunta qué pueden hacer pero no han hecho, y luego intenta esas cosas. En el futuro, un álbum como éste será habitual; hoy, es radical». Con Take Care, calificó a Drake como «el actual centro de gravedad del hip-hop».
En una crítica mixta, Kyle Anderson, de Entertainment Weekly, tachó su contenido de «monólogo excesivamente largo» y calificó el álbum de «total decepción», añadiendo que «Drake cocina a medias su rap-croon y lo adereza con lentos zumbidos de teclado, estancando el impulso del álbum». En una reseña negativa, Alex Macpherson, de The Guardian, consideró que su canto era "insípido", su rapeo "inerte" y sus letras "huecas", y escribió que «no parece darse cuenta de que la introspección sólo vale la pena si eres una persona interesante». Robert Everett-Green, de The Globe and Mail's, criticó las letras de Drake como "parloteo de mal gusto" y consideró que las canciones «se quedan [...] sin rumbo». Jon Dolan de Rolling Stone crítico: «Es lo que Drake hace mejor, colapsar muchos estados de ánimo (arrogancia, tristeza, ternura y autocompasión) en una gran emoción de alma aplastada. En la elegante canción Take Care, Jamie Smith de la banda británica The xx coloca pianos de música house, capas de hielo de guitarra y una muestra del radical R&B recientemente fallecido Gil Scott-Heron mientras Drake y Rihanna hacen su evaluación relajada y realista de la música de juego de amor: "Cuando estés listo, solo di que estás listo", asegura. ¿Va a funcionar? Tal vez. Pero como la mayoría de los románticos empedernidos, Drake favorece la ilusión de la promesa infinita sobre la realidad de todos modos.»

### Premios y reconocimientos
Según Metacritic, Take Care fue el noveno álbum mejor valorado en las listas de los 10 mejores álbumes del año por los críticos musicales, sobre la base de 135 listas. Fue nombrado el mejor álbum de 2012 por Los Angeles Times y The New York Times, y fue clasificado como el número tres por Now y MTV, el número cuatro por Slate, el número cinco por Billboard y The Washington Post, el número siete por Fact, el número ocho por The Globe and Mail, NPR y Pitchfork, el número 14 por Slant Magazine, y el número 22 por Rolling Stone y Spin. También fue nombrado como nominado a la lista larga del Polaris Music Prize 2012 el 14 de junio de 2012. En 2012, Complex lo nombró uno de los «álbumes clásicos de la última década». Take Care ganó un premio Grammy al «Mejor álbum de rap» en los 55.ª edición de los Premios Grammy. En octubre de 2013, Complex lo nombró el cuarto mejor álbum de hip hop de los últimos cinco años. En enero de 2015, Billboard lo nombró el sexto mejor álbum de la década de 2010 (hasta ahora). En septiembre de 2020, la revista Rolling Stone ubicó a Take Care en el puesto número 95 de su lista «los 500 mejores álbumes de todos los tiempos».

## Recepción comercial
Take Care debutó en el número uno del Billboard 200, con ventas de 631 000 copias en la primera semana, convirtiéndose en el segundo álbum número uno de Drake. El álbum también encabezó el Billboard Top R&B/Hip-Hop Albums en su semana de debut. El 31 de enero de 2012, el álbum fue certificado de disco de platino por la Recording Industry Association of America (RIAA) por más de un millón de copias en Estados Unidos. A partir de agosto de 2015, el álbum ha vendido 2 260 000 copias en Estados Unidos. El 27 de septiembre de 2019, el álbum recibió la certificación de seis veces platino por las ventas combinadas y las unidades equivalentes a un álbum de más de seis millones de copias en Estados Unidos.
En Canadá, el álbum debutó en el número uno en la lista de álbumes canadienses, vendiendo 48 000 copias en su primera semana. Ha sido certificado doble platino por la Asociación Canadiense de la Industria de la Grabación, lo que indica envíos de 160 000 copias. En el Reino Unido, ingresó en el número cinco en la lista de álbumes del Reino Unido y el 18 de enero de 2013, el álbum fue certificado de platino por la industria británica de música, con 300 000 copias enviadas a los minoristas del Reino Unido.

## Lista de canciones
| N.º   | Título                                                   | Escritor(es)                                                              | Productore(s)                   | Duración |  |
| 1.    | «Over My Dead Body»                                      | Aubrey Graham Noah Shebib Anthony Palman Chantal Kreviazuk                | 40 Kreviazuk [ a ]              | 4:32     |  |
| 2.    | «Shot for Me»                                            | Graham Shebib Abel Tesfaye N. Kobe Rainer Millar Blanchaer                | 40                              | 3:44     |  |
| 3.    | «Headlines»                                              | Graham Matthew Samuels Shebib Palman                                      | Boi-1da 40 [ b ] Hikwa MM [ b ] | 3:56     |  |
| 4.    | «Crew Love» (con The Weeknd)                             | Graham Shebib Palman Tesfaye Carlo Montagnese                             | Illangelo The Weeknd 40         | 3:28     |  |
| 5.    | «Take Care» (con Rihanna)                                | Graham Shebib Palman Jamie Smith                                          | Jamie xx 40                     | 4:37     |  |
| 6.    | «Marvins Room»                                           | Graham Shebib Adrian Eccleston Jason Beck                                 | 40                              | 5:47     |  |
| 7.    | «Buried Alive Interlude» (Performance de Kendrick Lamar) | Kendrick Duckworth Shebib Dwayne Chin-Quee                                | 40 Supa Dups                    | 2:31     |  |
| 8.    | «Under Ground Kings»                                     | Graham Shebib Palman Tyler Williams                                       | T-Minus 40                      | 3:32     |  |
| 9.    | «We'll Be Fine» (con Birdman)                            | Graham Shebib Palman T. Williams Bryan Williams                           | T-Minus 40                      | 4:08     |  |
| 10.   | «Make Me Proud» (con Nicki Minaj)                        | Graham Onika Maraj T. Williams Shebib Nikhil Seetharam Kenza Samir Palman | T-Minus                         | 3:39     |  |
| 11.   | «Lord Knows» (con Rick Ross)                             | Graham Palman Justin Smith William Roberts                                | Just Blaze                      | 5:07     |  |
| 12.   | «Cameras / Good Ones Go Interlude»                       | Graham Shebib Palman Tesfaye Beck [ c ]                                   | 40 Drake [ a ]                  | 7:15     |  |
| 13.   | «Doing It Wrong»                                         | Graham Shebib                                                             | 40                              | 4:25     |  |
| 14.   | «The Real Her» (con Lil Wayne y André 3000)              | Graham Dwayne Carter Shebib André Benjamin                                | 40 Drake [ a ]                  | 5:21     |  |
| 15.   | «Look What You've Done»                                  | Graham Shebib Jesse Woodward                                              | Chase N. Cashe 40 [ b ]         | 5:02     |  |
| 16.   | «HYFR (Hell Ya Fucking Right)» (con Lil Wayne)           | Graham Carter Shebib T. Williams Palman Samir                             | T-Minus                         | 3:26     |  |
| 17.   | «Practice»                                               | Graham Shebib Tesfaye Eccleston                                           | 40 Drake [ a ]                  | 3:57     |  |
| 18.   | «The Ride»                                               | Graham Tesfaye Palman Martin McKinney                                     | Doc McKinney The Weeknd         | 5:51     |  |
| 80:18 |                                                          |                                                                           |                                 |          |  |

| iTunes Store bonus tracks |                             |                                     |               |          |  |
| N.º                       | Título                      | Escritor(es)                        | Productor(es) | Duración |  |
| 19.                       | «The Motto» (con Lil Wayne) | Graham, Carter, Williams, Stevenson | T-Minus       | 3:01     |  |
| 20.                       | «Hate Sleeping Alone»       | Graham, Shebib                      | 40            | 3:33     |  |

Notas
- [a] Significa un coproductor.
- [b] Significa un productor adicional.
- [c] Beck sólo está acreditado como autor de la canción «Good Ones Go Interlude», (canción número 12).

- En la edición física del álbum, «Marvins Room» y «Buried Alive Interlude» aparecen como una sola pista, y Kendrick Lamar no aparece acreditado.[105]

## Personal
Créditos adaptados de AllMusic.
- Hyghly Alleyne – fotografía
- André 3000 — vocal
- Dwayne "Lil Wayne" Carter – vocal, productor ejecutivo
- Dwayne "Supa Dups" Chin-Quee – productor
- Romy Madley Croft – guitarra
- Elizabeth Gallardo – Asistente de producción
- Chris Gehringer – masterización
- Chilly Gonzales – piano de fondo, Rodas y sintetizador
- Aubrey Drake Graham – Productor ejecutivo, vocal, coproductor
- Ricardo Gutierrez – productor e ingeniero (pista 11)
- Chantal Kreviazuk – coproductor, voces adicionales, y piano adicional (pista 1), voces adicionales (20)
- Kendrick Lamar — vocal (pista 7)
- Doc McKinney – productor y mezclador (pista 18)
- Nicki Minaj — vocal (pista 10)
- Carlo "Illangelo" Montagnese – productor y mezclador (pista 4)
- Rihanna — vocal (pista 5)
- Rick Ross — vocal (pista 11)
- Matthew "Boi-1da" Samuels – productor y instrumentación (pista 3)
- Noah "40" Shebib – productor ejecutivo, A&R, productor (pistas 1, 2, 4–9, 12–14, 17, 20), mezclador (1-6, 8-10, 12–15, 17, 18, 20), instrumentación (1, 2, 4, 6, 9, 12–14, 17, 20), mezcla (3, 4, 6, 7, 12.2, 13, 16, 18), producción adicional(3, 15), teclas adicionales (3, 8), programador de batería (5), asistente adicional de bajo(10, 19)
- Jamie "xx" Smith – productor y instrumentación (pista 5)
- Trey Songz — vocal adicional  (pista 20)
- Static Major – voces adicionales (pista 15)
- T-Pain - voces adicionales (pista 14)
- Lamar Taylor – fotografía de la carátula
- The Weeknd – productor (pistas 4 y 18), vocal y instrumentación (4), coro (12.2)
- Bryan "Birdman" Williams – vocal (pista 9), productor ejecutivo
- Stevie Wonder – armónica (pista 13)

## Posicionamiento en listas

### Semanales
| Lista (País 2011)                       | Posición más alta |
| --------------------------------------- | ----------------- |
| Australia (ARIA)                        | 15                |
| Alemania (Offizielle Top 100)           | 42                |
| Bélgica (Ultratop flamenca)             | 44                |
| Bélgica (Ultratop valona)               | 77                |
| Canadá (Billboard Canadian Albums)      | 1                 |
| Dinamarca (Hitlisten)                   | 24                |
| Estados Unidos (Billboard 200)          | 1                 |
| Estados Unidos (Top R&B/Hip-Hop Albums) | 1                 |
| Estados Unidos (Top Rap Albums)         | 1                 |
| Escocia (Scottish Albums Chart)         | 17                |
| Francia (SNEP)                          | 32                |
| Francia Digital Albums (SNEP)           | 9                 |
| Irlanda IRMA                            | 30                |
| Nueva Zelanda (RMNZ)                    | 19                |
| Noruega (VG-lista)                      | 32                |
| Suiza (Schweizer Hitparade)             | 45                |
| Países Bajos (Album Top 100)            | 38                |
| Reino Unido (UK Albums Chart)           | 5                 |
| Reino Unido (UK R&B Albums)             | 2                 |

| Lista (2011)      | Posición |
| ----------------- | -------- |
| Reino Unido (OCC) | 79       |

| Lista (2012)                          | Posición |
| ------------------------------------- | -------- |
| Canadian Albums (Billboard)           | 12       |
| Estados Unidos Billboard 200          | 3        |
| Estados Unidos Top R&B/Hip-Hop Albums | 1        |
| Estados Unidos Top Rap Albums         | 1        |
| Reino Unido (OCC)                     | 65       |

| Lista (2013)                          | Posición |
| ------------------------------------- | -------- |
| Estados Unidos Billboard 200          | 192      |
| Estados Unidos Top R&B/Hip-Hop Albums | 60       |

| Lista (2015)                 | Posición |
| ---------------------------- | -------- |
| Estados Unidos Billboard 200 | 102      |

| Lista (2016)                 | Posición |
| ---------------------------- | -------- |
| Estados Unidos Billboard 200 | 58       |

| Lista (2017)                          | Posición |
| ------------------------------------- | -------- |
| Estados Unidos Billboard 200          | 63       |
| Estados Unidos Top R&B/Hip-Hop Albums | 29       |

| Lista (2018)                          | Posición |
| ------------------------------------- | -------- |
| Estados Unidos Billboard 200          | 58       |
| Estados Unidos Top R&B/Hip-Hop Albums | 31       |

| Lista (2019)                          | Posición |
| ------------------------------------- | -------- |
| Estados Unidos Billboard 200          | 68       |
| Estados Unidos Top R&B/Hip-Hop Albums | 31       |

| Lista (2020)                          | Posición |
| ------------------------------------- | -------- |
| Estados Unidos Billboard 200          | 85       |
| Estados Unidos Top R&B/Hip-Hop Albums | 68       |

| Lista (2021)                          | Posición |
| ------------------------------------- | -------- |
| Estados Unidos Billboard 200          | 78       |
| Estados Unidos Top R&B/Hip-Hop Albums | 47       |

| Lista (2022)                                      | Posición |
| ------------------------------------------------- | -------- |
| Estados Unidos Billboard 200                      | 59       |
| Estados Unidos Top R&B/Hip-Hop Albums (Billboard) | 28       |

| Lista (2010–2019)            | Posición |
| ---------------------------- | -------- |
| Estados Unidos Billboard 200 | 45       |

## Certificaciones
| País           | Organismo certificador | Certificación | Ventas certificadas | Ref.    |
| -------------- | ---------------------- | ------------- | ------------------- | ------- |
| Canadá         | Music Canada           | 4x Platino    | 320 000             | [ 147 ] |
| Estados Unidos | RIAA                   | 6x Platino    | 6 000               | [ 148 ] |
| Reino Unido    | BPI                    | 2× Platino    | 600 000             | [ 104 ] |